# Адигюзел, Хасан
Хасан Али Адигюзел (тур. Hasan Adigüzel; родился 3 апреля 2000 года в Маниса, Турция) — турецкий футболист, полузащитник клуба «Серик Беледиеспор».

## Клубная карьера
Адигюзел начал карьеру в клубе «Акхисар Беледиеспор». 26 октября 2016 года в поединке Кубка Турции против «Низилли Беледиспора» Хасан дебютировал за основной состав в возрасте 16-ти лет. 21 января 2017 года в матче против «Кайсериспора» он дебютировал в турецкой Суперлиге. Через три дня в поединке национального кубка против «Айдынспора» Хасан забил свой первый гол за «Акхисар Беледиеспор».

## Международная карьера
В 2017 году Адигюзел в составе юношеской сборной Турции принял участие в юношеском чемпионате Европы в Хорватии. На турнире он сыграл в матчах против команд Испании, Италии, Хорватии, Венгрии и Англии.